# Linguaggio Wolfram
Il Linguaggio Wolfram è un linguaggio di programmazione multi-paradigma sviluppato da Wolfram Research, usato in Mathematica e Wolfram Programming Cloud. È incentrato su calcolo simbolico, programmazione funzionale e programmazione logica.
Include funzionalità built-in per creare macchine di Turing, generare file multimediali, analisi di modelli 3D, calcolo matriciale e soluzione di equazioni differenziali. È estensivamente documentato, e la documentazione è accessibile sul sito della Wolfram.

## Diffusione
Oltre ad essere il linguaggio usato dai prodotti software Wolfram, è fornito gratuitamente in bundle con il software del Raspberry Pi ed è integrato in Intel Edison, introdotto al CES 2014.

## Denominazione
Il linguaggio è stato battezzato ufficialmente solo nel giugno 2013, nonostante fosse già in uso in diverse forme da oltre trent'anni. Prima che gli venisse attribuito pubblicamente un nome ufficiale, internamente alla Wolfram era chiamato "M" o "Wolfram Language". Altri nomi presi in considerazione erano "Lingua" e "Express".